# Коконягино
Коконягино — деревня в Старицком районе Тверской области.

## География
Находится в южной части Тверской области на расстоянии приблизительно 12 км на восток-юго-восток от районного центра города Старица.

## История
Деревня была отмечена как Каконогина ещё на карте Менде, которая отражала местность в 1848—1849 годах. В 1859 году здесь (уже деревня Коконягино Старицкого уезда) было учтено 44 двора.

## Население
Численность населения: 316 человек (1859), 11 (русские 100 %) в 2002 году, 7 в 2010.